# Till Death Tear Us Part
Till Death Tear Us Part – debiutancki album studyjny szwedzkiej grupy gothic metalowej Jennie Tebler's Out of Oblivion.

## Lista utworów
1. „Brand New Start” – 04:20
2. „Demons Ode” – 05:00
3. „Queen of Ice” – 05:21
4. „Life Full of Lies” – 05:31
5. „Never Stop Crying” – 04:36
6. „Mistake” – 05:00
7. „Succubus” – 04:45
8. „Enchanted” – 04:26
9. „Release Me” – 04:21
10. „Between Life and Death” – 04:12

## Twórcy
- Jennie Tebler – wokal, teksty piosenek
- Fredrik Rhodin – gitara elektryczna
- Kent Jädestam – gitara elektryczna, gitara basowa
- Tony Baioni – perkusja